# 강량욱
강량욱(康良煜, 표준어: 강양욱, 1903년 12월 7일 ~ 1983년 1월 9일)은 일제시대의 장로교 목사, 교육자였으며 조선민주주의인민공화국의 교육자, 정치인이다. 북조선임시인민위원회 서기장, 조선최고인민회의 1기 대의원, 상임위원회 서기장 등을 지내고 1972년 국가 부주석이 되었으며 81년 부주석에 재선되었다. 김일성의 외삼종조부이며 칠골 창덕소학교 당시 담임이었고, 강돈욱의 6촌 형제였다.
일제강점기에는 소학교 교사로 재직하며 신학교에 다녔고, 1944년 목사 안수를 받았다. 해방 후에는 조선민주당에 참여하였고, 북조선 정부수립 후 최고인민회의 서기장, 조선민주당 당수 등으로 활동했고, 조선그리스도련맹, 평양신학교 등의 재건활동을 했으며, 1972년부터 국가 부주석 등을 지냈다.
칠골교회와 창덕교회에서 활동했고 그의 6촌 형 강돈욱이 세운 창덕학교의 교사였다. 1946년 3월 백의사는 강량욱의 집에 폭탄을 던졌으나 그는 출타중이었고, 아들과 며느리, 딸 및 그의 집을 방문한 다른 목사 1명이 사망했다. 본관은 신천이다.

## 생애

### 장로교 목사
1903년 평안남도 평양부 룡산면 해리 칠곡부락에서 강병찬의 아들로 태어났고, 형제로는 형 강선욱 등이 있었다. 조선예수교장로회신학교를 졸업하고 장로교 목사가 되었다. 일본의 주오 대학을 결국 중퇴한 엘리트였다는 설도 있다. 김일성 주석, 김영주, 김철주의 외할아버지인 강돈욱의 육촌 동생이었다.
그는 칠골의 하리 교회에 다녔는데, 1899년 하리 교회를 설립할 당시 장로의 한 사람으로 참여한 것이 그의 육촌 형 강돈욱이었다. 그의 유년 시절에 대한 것은 알려진 것이 없다. 소년 시절 칠골의 신덕학교를 다녔으며, 숙천군 출신의 송석정과 결혼했지만 강량욱은 생활력이 없었고, 부인 송석정은 가난에 못이겨 가출하여 한때 친정으로 되돌아갔다가 데려오기도 했다. 그의 집은 비지밥을 주식으로 삼다시피 했다.

### 수업
1923년 평양의 숭실중학교를 졸업하였다. 그 후 일본 주오(中央)대학을 졸업하였고, 귀국후 장로교 목사로 활동하였다. 육촌 형 강돈욱과 함께 칠골 창덕학교 창립에 참여하여 교사로 활동했다. 그 뒤 창덕학교에서 교사 생활을 할 때, 외삼종손 김일성의 담임으로서 그를 가르치기도 했었다. 이에 따라 광복 후 김일성이 귀국하고 집권하면서 자연스럽게 그의 가까운 자문역을 맡았고, 북조선 개신교와 친공산주의 지식인들을 대표하는 인물로 부상했다.
창덕소학교에서 교사 생활을 하던 그는 1930년대에는 진남포의 진남포득신소학교의 교사로 재직하였다. 1930년대 중반 조선예수교장로회신학교에 입학하였으며 조선예수교장로회신학교 재학 중 장대현교회 전도사로 활동했다. 장대현교회 전도사로 있을 때 당시 평양에서 목사로 있던 박대선 목사의 처가가 장대현 교회의 평신자로 출석하였으므로 이때의 인연으로 박대선 목사와 가깝게 지내게 됐다. 1943년 3월 조선예수교장로회신학교를 제38회로 졸업하였다. 1944년 봄, 평양노회에서 목사 안수를 받고 평양 기림리 고정교회(高貞敎會 또는 高停敎會)의 담임목사로 부임했다. 목사 안수 초기에는 장로교 평서노회에서 활동하다가 해방 무렵에는 평양노회로 옮겼다.

### 정치 활동

#### 해방 정국 활동
1945년 9월 조만식의 조선민주당에 참가하면서 정치 활동을 시작했고, 45년 11월 북조선민주당 중앙위원회 상무위원이 되었다. 1946년 북조선민주당 평안남도위원회 위원장이 되었으며, 1946년 2월 8일 북조선임시인민위원회 서기장에 선출된 데 이어 1946년 당시 조선그리스도교연맹의 전신인 북조선기독교연맹 중앙위원장에 피선되고, 46년 2월 8일 소련 점령군 사령부가 북조선임시인민위원회를 발족시켜 소련군정 관내에서 사실상의 단독 정부로 기능케 할 때, 조선민주주의인민공화국 정권의 모체가 된 북조선임시인민위원회 서기장이 되었다. 2월 8일 평양 체재중 서울에서 조직된 민족주의민주전선의 대의원에 추대되었다.
그해 3월 대한민국 임시정부가 보낸 백의사 자객에 의해 암살위기를 모면하였으나 그의 아들, 며느리, 딸이 피살당하였다. 이때 강량욱의 장남과 맏며느리는 머리에 관통상으로 현장에서 죽었고, 딸이 어깨에서 가슴으로 총알이 관통하여 사망했으며, 부인 송석정은 머리를 다쳤고 강량욱은 팔을 다쳤다. 당시 강량욱의 아들의 중매를 서주러 온 김득호(金得鎬) 목사와 강병석(康炳錫) 목사 외에도 손님 2명이 중상을 입었는데, 그 중 한명은 현장에서 즉사하고 다른 한 명은 후유증을 앓다가 2년 8개월 뒤에 사망했다. 이후로는 목사 관저에서 로동당원들의 사택으로 이주하였다.
1948년 48년 4월 평양에서 열린 제1차 남북협상에 참석하였고, 그해 8월 해주에서 열린 제2차 남북협상에도 참석하였다.

#### 북조선 내각 수립 이후
1948년 9월 2일 구성된 최고인민위원회 1기 대의원 선거에 당선되어 1기 대의원 및 상임위원회 서기장을 역임했다. 이후 최고인민회의 1~5대 대의원 선거에 당선,연임하였다. 조선민주당 인사들이 월남하고 조만식이 사망한 뒤로는 최용건과 함께 조선민주당의 당권을 장악했으며, 조선민주당 중앙위원회 위원장(1959년)을 맡았다.
이후에도 계속해서 요직에 임명되어 1960년 조국통일민주주의전선 중앙위원, 1971년 대외문화연락협회 위원장, 1972년 국가 부주석 겸 공화국 최고인민회의 중앙위원회 위원에 선출되었다. 조만식이 숙청된 후 최용건과 함께 조선민주당의 당권을 장악하였으나 이는 조선로동당의 허수아비 직책이었다.

### 종교 활동
1960년대와 1970년대에는 외교 활동에 활발히 참가하기도 했다. 1981년 다시 북조선 부주석에 재선되었다. 그 외에 개신교 교회 관련  활동으로 조선그리스도교연맹 위원장 등을 지내기도 하였으며, 한국 전쟁 이후 북조선에서 사라진 개신교 신학원을 개원하는데 노력하여, 1972년 평양신학원을 재건하는데 참여하였다.

### 생애 후반
1972년 국가 부주석에 선출되고 1977년 부주석에 재선되었다. 1981년 다시 부주석에 삼선되었다.

### 사후
김일성은 자신의 회고록에서 그가 일제 시대에 민족혼과 애국혼을 학생들에게 일깨워준 참된 스승이었다고 회고하였다. 김일성은 당 간부들에게 동무라는 호칭으로 불렀지만 강량욱에게만 특별히 '선생'이라는 칭호를 붙여 존경을 표했다고 한다.
1982년 김일성훈장을 서훈 받았다. 1990년 8월 15일 조선민주주의인민공화국에서 조국통일상이 추서되었다. 유해는 평양 애국렬사릉에 안장되어 있다.
부인은 평남 숙천 출신의 송석정이며, 차남인 강영섭은 조선그리스도교연맹 중앙위원장이었다. 강영섭은 평양신학원 원장으로도 재직하였다. 1946년 그의 아들의 결혼식장에서 그의 아들과 신부 등이 강량욱을 노린 백의사 등 우익 테러리스트들에게 암살당했다는 설이 있어 개신교 박해로 이어지기도 했으나, 정확한 진상은 알려지지 않았다.
그의 형인 강선욱의 손자 강명도 교수는 1994년에 대한민국으로 탈북하였다.

## 상훈
- 조선민주주의인민공화국 조국통일상

## 가족 관계
- 아버지 : 강병찬
  - 형 : 강선욱(康善煜)
    - 조카 : 강영겸
      - 종손 : 강명도(康明道, 1958 ~ )

  - 부인 : 송석정
    - 장남 : 1946년 사망
    - 며느리 : 1946년 사망
    - 딸 : 1946년 사망
    - 아들 : 강영섭
- 당숙 : 강병수
  - 6촌 형 : 강돈욱
  - 7촌 조카 : 강진석, 목사
  - 7촌 조카 : 강용석
  - 7촌 조카 : 강반석
- 8촌 : 이름 미상[7], 강성산의 조부

## 같이 보기
- 김일성
- 강돈욱
- 강반석
- 강진석
- 조선그리스도교연맹
- 김구
- 백의사

|  | 제1대 조선민주주의인민공화국의 최고인민회의 상임위원회 서기장 1948년 9월 2일 ~ |

|  | 제1대 조선민주주의인민공화국의 국가부주석 (최용건, 김영주, 김동규와 공동) 1972년 12월 14일 - 1977년 | 후임 박성철, 강량욱 |

| 전임 최용건, 강량욱, 김영주, 김동규 | 제2대 조선민주주의인민공화국의 국가부주석 (박성철, 김일과 공동) 1977년 - 1981년 | 후임 박성철, 강량욱, 김일 |

| 전임 박성철, 강량욱, 김일 | 제3대 조선민주주의인민공화국의 국가부주석 (박성철, 김일과 공동) 1981년 - 1983년 1월 9일 | 후임 박성철, 리종옥, 임춘추 |